# Чемпионат Уругвая по футболу 1936
Примера А Уругвая по футболу 1936 года — очередной сезон лиги. Турнир проводился по двухкруговой системе в 18 туров. Все клубы из Монтевидео.

## Таблица
| №  | Клуб                 | И  | В  | Н | П  | Заб | Проп | Очки |
| 1  | Пеньяроль            | 18 | 14 | 2 | 2  | 40  | 12   | 30   |
| 2  | Насьональ            | 18 | 12 | 3 | 3  | 40  | 22   | 27   |
| 3  | Рампла Хуниорс       | 18 | 10 | 3 | 5  | 34  | 26   | 23   |
| 4  | КА Ривер Плейт       | 18 | 10 | 3 | 5  | 29  | 24   | 23   |
| 5  | Монтевидео Уондерерс | 18 | 8  | 3 | 7  | 32  | 27   | 19   |
| 6  | Сентраль             | 18 | 6  | 3 | 9  | 24  | 30   | 15   |
| 7  | Суд Америка          | 18 | 4  | 5 | 9  | 20  | 31   | 13   |
| 8  | Белья Виста          | 18 | 5  | 2 | 11 | 26  | 36   | 12   |
| 9  | Дефенсор             | 18 | 4  | 3 | 11 | 24  | 37   | 11   |
| 10 | Расинг               | 18 | 2  | 3 | 13 | 18  | 42   | 7    |

## Матчи

### Тур 1
| Насьональ — Рампла Хуниорс 5:4 |
| Сентраль — Белья Виста 3:1     |
| Пеньяроль — Дефенсор 4:2       |
| Уондерерс — Суд Америка 0:0    |
| Ривер Плейт — Расинг 1:0       |

### Тур 2
| Пеньяроль — Белья Виста 2:0    |
| Насьональ — Сентраль 2:1       |
| Суд Америка — Расинг 1:1       |
| Ривер Плейт — Дефенсор 3:1     |
| Уондерерс — Рампла Хуниорс 1:1 |

### Тур 3
| Насьональ — Расинг 1:0        |
| Пеньяроль — Ривер Плейт 2:0   |
| Рампла Хуниорс — Дефенсор 2:1 |
| Уондерерс — Белья Виста 1:1   |
| Суд Америка — Сентраль 2:1    |

### Тур 4
| Пеньяроль — Уондерерс 2:1     |
| Суд Америка — Насьональ 2:1   |
| Рампла Хуниорс — Сентраль 2:2 |
| Расинг — Дефенсор 3:1         |
| Белья Виста — Ривер Плейт 4:1 |

### Тур 5
| Пеньяроль — Суд Америка 1:0      |
| Ривер Плейт — Рампла Хуниорс 1:0 |
| Сентраль — Дефенсор 1:0          |
| Расинг — Белья Виста 2:0         |
| Насьональ — Уондерерс 1:0        |

### Тур 6
| Пеньяроль — Расинг 5:1           |
| Насьональ — Ривер Плейт 2:1      |
| Сентраль — Уондерерс 3:0         |
| Дефенсор — Суд Америка 2:1       |
| Белья Виста — Рампла Хуниорс 3:1 |

### Тур 7
| Насьональ — Белья Виста 7:1   |
| Пеньяроль — Сентраль 3:2      |
| Уондерерс — Дефенсор 1:0      |
| Ривер Плейт — Суд Америка 3:1 |
| Рампла Хуниорс — Расинг 1:1   |

### Тур 8
| Уондерерс — Ривер Плейт 3:2      |
| Сентраль — Расинг 2:1            |
| Дефенсор — Белья Виста 0:0       |
| Пеньяроль — Насьональ 4:0        |
| Рампла Хуниорс — Суд Америка 1:0 |

### Тур 9
| Рампла Хуниорс — Пеньяроль 1:0 |
| Насьональ — Дефенсор 1:0       |
| Ривер Плейт — Сентраль 2:0     |
| Уондерерс — Расинг 5:2         |
| Суд Америка — Белья Виста 1:0  |

### Тур 10
| Рампла Хуниорс — Насьональ 2:1 |
| Белья Виста — Сентраль 2:1     |
| Пеньяроль — Дефенсор 3:1       |
| Уондерерс — Суд Америка 4:0    |
| Ривер Плейт — Расинг 1:0       |

### Тур 11
| Пеньяроль — Белья Виста 3:1    |
| Насьональ — Сентраль 2:0       |
| Суд Америка — Расинг 2:1       |
| Ривер Плейт — Дефенсор 2:2     |
| Рампла Хуниорс — Уондерерс 5:2 |

### Тур 12
| Насьональ — Расинг 4:1        |
| Ривер Плейт — Пеньяроль 1:0   |
| Дефенсор — Рампла Хуниорс 1:0 |
| Уондерерс — Белья Виста 1:0   |
| Суд Америка — Сентраль 2:2    |

### Тур 13
| Пеньяроль — Уондерерс 1:0     |
| Суд Америка — Насьональ 0:0   |
| Рампла Хуниорс — Сентраль 3:2 |
| Дефенсор — Расинг 4:3         |
| Ривер Плейт — Белья Виста 2:1 |

### Тур 14
| Пеньяроль — Суд Америка 2:0      |
| Рампла Хуниорс — Ривер Плейт 2:1 |
| Сентраль — Дефенсор 1:0          |
| Белья Виста — Расинг 4:1         |
| Насьональ — Уондерерс 4:0        |

### Тур 15
| Пеньяроль — Расинг 1:1           |
| Насьональ — Ривер Плейт 1:1      |
| Уондерерс — Сентраль 4:1         |
| Дефенсор — Суд Америка 3:3       |
| Рампла Хуниорс — Белья Виста 2:1 |

### Тур 16
| Насьональ — Белья Виста 3:2   |
| Пеньяроль — Сентраль 3:0      |
| Уондерерс — Дефенсор 4:1      |
| Ривер Плейт — Суд Америка 3:2 |
| Рампла Хуниорс — Расинг 5:0   |

### Тур 17
| Ривер Плейт — Уондерерс 3:2      |
| Сентраль — Расинг 1:0            |
| Дефенсор — Белья Виста 3:1       |
| Пеньяроль — Насьональ 1:1        |
| Рампла Хуниорс — Суд Америка 2:1 |

### Тур 18
| Пеньяроль — Рампла Хуниорс 3:0 |
| Насьональ — Дефенсор 4:2       |
| Ривер Плейт — Сентраль 1:1     |
| Уондерерс — Расинг 3:0         |
| Белья Виста — Суд Америка 4:2  |